# Bidens frondosa
Espèce
Classification phylogénétique
Le Bident feuillu, Bidens frondosa est une espèce de plante à fleurs de la famille des Asteraceae originaire d'Amérique du Nord, invasive en Europe. Elle est aussi appelée bident feuillé ou bident à fruits noirs . Elle est également comestible et est reconnue pour son arrière goût de bonbon.
Son prix peut varier de 1 à 200€ selon la qualité

## Dénomination
L'espèce Bidens frondosa a été décrite par Carl von Linné en 1753.
Le nom générique, bident, du latin "bidens", correspond à la description des fruits de ce genre de plantes, ceux-ci portant en général deux pointes à leur extrémité. Le nom spécifique, frondosa, vient du latin "frondosa" qui signifie touffu, désigne le feuillage dense de l'espèce.

## Caractéristiques

### Port général
Le bident feuillu est une plante herbacée annuelle pouvant atteindre 120 cm de hauteur. Le port général est de type dressé et buissonnant.

### Appareil végétatif
L'appareil végétatif est presque glabre et présente des feuilles opposées. Celles-ci sont composées de 3 à 5 folioles lancéolées et pointues, à base cunéiformes et à nervures pennées. Le bord de chaque foliole est dentelé. Le système racinaire du bident feuillu est de type pivotant.
La plantule de Bidens frondosa porte des cotylédons oblongs et glabres, avec une nervure centrale très peu marquée. Le pétiole et l'hypocotyle sont rougeâtres. Les deux premières feuilles à apparaitre sont lancéolées et dentées. Le limbe est glabre et la nervation pennée. On peut distinguer une touffe de poils à l'insertion du pétiole sur la tige.

### Appareil reproducteur
L'appareil reproducteur est constitué de fleurs tubulées jaunes-orangées, réunies en cymes de capitules mais séparées par des écailles membraneuses courtes. Le pédoncule mesure de 10 à 40 mm de long, et le disque floral, mesurant de 2 à 4 cm de large est dépassé par les bractées, d'environ 5 à 8 cm, vertes et feuillues. Les fleurs sont hermaphrodites et présentes pendant la période de floraison s'étendant de juin à octobre.
Les akènes sont aplatis et noirâtres pubescent avec des poils courts et raides dirigés vers le haut. Les faces des akènes sont plus ou moins verruqueuses. Ils sont prolongés par 2 pointes barbelées de 2,5 mm qui facilitent la dispersion des graines. On distingue deux types d'akènes. Les premiers, centraux, sont bruns et allongés. Ils servent principalement à la dispersion des graines à plus grande échelle. Étant plus grands, ils s'accrochent en effet plus facilement aux poils des animaux. Ceux en périphérie sont noirs, plus courts et avec des dents plus courtes, et vont assurer la production de jeunes plants à proximité de la plante mère,.

### Espèces voisines
Une espèce voisine du bident feuillu est le bident tripartite (Bidens tripartita), espèce indigène en Europe vivant dans les mêmes milieux. On peut les différencier par leurs pétioles : celui du bident feuillu est long et fin, tandis que celui du bident tripartite est ailé (c'est-à-dire pourvu "d'une expansion de même nature que les feuilles ou les folioles").
Bidens frondosa peut être confondue avec Bidens pilosa, dont les akènes sont plus longs et minces, et avec Bidens cernua dont les akènes portent 4 arêtes et dont les capitules sont penchés à maturité,.

## Taxonomie et classification
Un synonyme de Bidens frondosa est Bidens melanocarpa Wiegand.
Il existe plusieurs variétés de bident feuillu :
- Bidens frondosa var. anomala Porter ex Fernald
- Bidens frondosa var. frondosa L.
- Bidens frondosa var. caudata Sherff
- Bidens frondosa var. pallida Wiegand
- Bidens frondosa var. stenodonta Fernald & H. St. John
- Bidens frondosa var. minor Hook[3],[6],[10]

## Écologie

### Répartition géographique
Le bident feuillu est originaire d'Amérique du Nord. Il a été introduit en Europe à la fin du XIXe siècle mais n'a colonisé les milieux naturels qu'à partir de 1920. Il est à présent naturalisé en Europe méridionale et médiane. L'espèce est également présente en Chine, en Guinée française, au Japon, au Liban, au Maroc, en Nouvelle Zélande, en Corée du Sud et au Tadjikistan.
La plupart des introductions sont intentionnelles, pour ses propriétés médicinales et décoratives. Mais la dispersion rapide de ses graines en ont fait rapidement une plante invasive.

### Habitat
Cette plante annuelle s'installe préférentiellement sur les sols sableux et sur le gravier. On la trouve habituellement en bordure des cours d’eau, dans des milieux humides et ensoleillés. Des sols présentant un pH compris entre 5,2 et 7,2 lui sont favorables.

### Cycle de vie
Le bident feuillu disperse ses graines majoritairement par voie épizoochore : celles-ci sont transportées sur le plumage ou le pelage des animaux. Les akènes centraux des capitules sont morphologiquement mieux adaptés à cette voie de dispersion, car ils possèdent des pointes plus longues et sont plus exposés. Leur dormance plus profonde est probablement une stratégie pour être amenés le plus loin possible avant de germer. Au contraire, les akènes périphériques possèdent des pointes plus courtes et sont donc moins susceptibles d’être transportés par des animaux. Ils possèdent d’ailleurs une dormance moins profonde et germent plus vite et en plus grand nombre que les akènes centraux à une température de 25 °C.
Les graines du bident feuillu peuvent également être transportées par anémochorie, qui est la dispersion par le vent, et certaines études démontreraient même qu'elle peut se disperser grâce à l'eau,.

### Interaction avec d'autres organismes
Les principaux ennemis naturels du bident feuillu sont :
- Aix sponsa, un oiseau de la famille des Anatidae, qui se nourrit des graines de Bidens frondosa.
- Epiblema otiosana, un papillon de nuit, qui attaque le système caulinaire.
- Le nématode Meloidogyne hapla qui parasite la plante.

## Propriétés
Les infusions et teintures de bident feuillu sont considérées comme des remèdes exceptionnels contre les irritations, inflammations, douleurs et saignements de la muqueuse urinaire. Elles sont également utilisées contre l'hypertrophie bénigne de la prostate et l'excrétion de l'acide urique,,.
Une étude a démontré que l'huile essentielle des parties aériennes de B. frondosa présente une forte toxicité par contact et par fumigation contre les psocoptères. Celle-ci suggère que l'huile essentielle des parties aériennes de la plante ont un potentiel de développement en insecticides naturels ou fumigènes pour le contrôle des insectes dans les grains stockés.

## Utilisations
Le bident feuillu est utilisé dans la médecine traditionnelle, en simple infusion pour son appareil végétatif ou infusée en sirop avec du miel pour ses graines. Ses feuilles et ses tiges sont utilisées comme nourriture humaine. Les infusions de la plante sont considérées comme des plantes médicinales exceptionnelles pour l'irritation, l'inflammation, les saignements des organes respiratoires et pour les hémorragies utérines. L’huile essentielle de Bidens frondosa peut être aussi utilisée comme insecticide.

## Impacts de la plante en dehors de son aire d'origine
Bidens frondosa étant une plante introduite, sa prolifération a une influence sur les espèces endémiques. Elle peut conduire à la disparition des espèces les plus fragiles, et donc appauvrir la diversité florale dans certaines régions.
En Belgique, cette espèce est considérée comme invasive et sa plantation est interdite en Région wallonne depuis le 1er janvier 2013.

## Méthodes de lutte
Pour éviter une trop grande dispersion, plusieurs mesures peuvent être mises en œuvre.

### Mesures sanitaires
Des inspections et régulations phytosanitaires peuvent réduire son expansion, même s'il est parfois compliqué d'empêcher le transport accidentel de la plante d'un pays à l'autre, par déplacement d'animaux ou de végétaux.

### Lutte biologique
On peut espérer réduire la dispersion de Bidens frondosa en introduisant des espèces d’animaux s'en nourrissant, comme par exemple Aix sponsa, Epiblema otiosana, ou Meloidogyne hapla. Il faut cependant garder à l’esprit que ces espèces sont susceptibles d’attaquer d’autres espèces végétales que celle ciblée, et même devenir elles-mêmes invasives.

### Lutte chimique
L'ajout d'adjuvants non ioniques et ioniques ou d'huile de graines méthylées au glyphosate lui confère une efficacité plus élevée en tant qu'herbicide contre Bidens frondosa,.